# Acronicta atristrigata
Acronicta atristrigata là một loài bướm đêm trong họ Noctuidae.